# Генрис-Форк (кальдера)
Генрис-Форк (англ. Henry's Fork Caldera) — велика кальдера у східній частині штату Айдахо, що входить в Єллоустоунський супервулкан. Розташована в районі, званому Айленд-Парк, на захід від Єллоустоунського національного парку. Кальдера була сформована в результаті великого виверження Єллоустоунської гарячої точки, яке відбулося 1.3 млн років тому. Об'єм викинутого матеріалу склав 280 км³ (VEI= 7), в результаті виверження були утворені туфові формації Меса-Фоллс.
Кальдера Хенріс-Форк знаходиться всередині набагато більшої і старішої кальдери Айленд-Парк. Дві кальдери, вкладені одна в одну, знаходяться практично на одній території, починаючись на захід від Єллоустоунского національного парку, проте старіша кальдера Айленд-Парк має більш овальну форму і набагато більші розміри, тягнучись далеко вглиб Єллоустоунского парку. Проте Генрис-Форк також є дуже великою кальдерою, з розмірами 29 × 37 км. Вигнуті краї кальдери видно з багатьох місць в районі Айленд-Парк. З усіх кальдер, утворених Єллоустоунською гарячою точкою, включаючи пізнішу Єллоустоунську кальдеру, Генрис-Форк є єдиною добре помітною в даний час. Так само як і інші кальдери цього району, Генрис-Форк є частиною послідовності супервулканів і кальдер, які сформували плато Снейк-Рівер.
Через кальдеру протікає річка Генрис-Форк, що є правою притокою річки Снейк, і утворює водоспади Верхній і Нижній Меса-Фоллс. Кальдера обмежена височиною Ештон-Гілл на півдні, кряжем Біг-Бенд і горою Бішоп на заході, кряжем Турман на півночі, височиною Блек-Маунтін і плато Мадисон на сході. На південний схід знаходиться хребет Титон, чиї гірські піки видно з кальдери.